# Domaszowice (Opole)
Pour les articles homonymes, voir Domaszowice.
Domaszowice est une localité polonaise et siège de la gmina de Domaszowice, située dans le powiat de Namysłów en voïvodie d'Opole.